# شاذل طاقة
شاذل جاسم طاقة (1929 - 1974)، وهو شاعر وسياسي ودبلوماسي عراقي، من عائلة آل طاقة من عشيرة السادة الحياليين الكيلانية الحسنية من مدينة الموصل، من مؤسسي مدرسة الشعر العربي الحديث (الشعر الحر)، مع الشاعرين بدر شاكر السياب وعبد الوهاب البياتي والشاعرة نازك الملائكة. ولد في مدينة الموصل العراقية بتاريخ 28 أبريل 1929م. أكمل دراسته الابتدائية في (مدرسة الخزرجية)، والمتوسطة في (الشرقية) أما دراسته الإعدادية فأتمها في (الإعدادية المركزية) في الموصل، والتحق بدار المعلمين العالية (كلية التربية) في بغداد عام 1946 - 1947م، وتخرج بتفوق من الكلية المذكورة في حزيران من عام 1950م، حاصلا على شهادة الليسانس في الأدب العربي بمرتبة الشرف. بدأ كتابة الشعر العمودي، ومن ثم الشعر الحر، في سن مبكرة ونشرت قصائده في الصحف المحلية منذ أربعينيات القرن الماضي.
قال عنه الشاعر بدر شاكر السياب «شاذل شاعر كبير أضاعه بقاؤه في الموصل».

## دواوينه
أصدر ديوانه الشعري الأول (المساء الأخير) عام 1950، ثم أصدر ديوانا شعريا مشتركا في عام 1956 تحت عنوان (قصائد غير صالحة للنشر) ضم قصائد لشعراء عراقيين آخرين من مدينة الموصل هم عبد الحليم اللاوند وهاشم الطعان ويوسف الصائغ. وفي عام 1963 صدرت مجموعته الشعرية الثانية (ثم مات الليل) لتليها في عام 1969 مجموعته الشعرية الثالثة والأخيرة (الأعور الدجال والغرباء).
ولقد ترجمت قصائده إلى العديد من اللغات الأجنبية، وكتبت عن أشعاره دراسات وأبحاث عديدة. كما أصدرت وزارة الثقافة والإعلام العراقية في عام 1977 مجموعته الكاملة التي أعدها وقدّم لها «ابن شقيقته» الكاتب العراقي سعد البزاز.

## مؤلفاته
- (تاريخ الأدب العباسي)، عام 1953 وهو دراسة للشعر في العصر العباسي الأول. وقد اعتمد منهجا دراسيا في حينه.
- (في الإعلام والمعركة)، عام1969 عن وزارة الإعلام العراقية.

## وظائفه
تقلد مناصب وظيفية رفيعة عديدة حيث عين عام 1963م مديرا عاما لوكالة الأنباء العراقية بعد تسلم حزب البعث العربي الاشتراكي في العراق مقاليد السلطة في العام 1963. شغل عام 1968 م منصب وكيل وزارة الإعلام، ثم سفيرا للعراق لدى الاتحاد السوفيتي، ووكيلا لوزارة الخارجية، ثم أصبح وزيرا للخارجية عام 1974م في عهد الرئيس العراقي الراحل أحمد حسن البكر.

## تجربته الشعرية
يعد شاذل طاقة من الشعراء الرواد الأوائل للقصيدة الحرة حيث كانت له محاولات جادة ومهمة في تطوير البنية الإيقاعية الشعرية وكانت له اجتهادات عروضية مهدت لمحاولات كثيرة أعقبته. تقول مقدمة مجموعته الشعرية الكاملة التي نشرت بعد وفاته «وكما كانت سيرته الذاتية نضالا دائبا في خدمة العروبة، كانت سيرته الشعرية بحثا دائبا عن القصيدة الأجمل والإنتاج الأروع». كرس شاذل مسيرة حياته القصيرة لما يعرف اليوم بالقصيدة الملتزمة إذ تبنت قصائده منذ نهاية أربعينيات القرن الماضي قضايا الكفاح التحرري للشعب العربي. في هذا السياق، دعمت قصائده النضال التحرري للشعب الجزائري، فيما تناولت أروع قصائده في مرحلة متقدمة من نضوجه الشعري محنة الشعب الفلسطيني تحت وطأة الاحتلال الإسرائيلي فعبرت بروح صادقة عذبة عن تلك المعاناة.
اتسمت تجربته الشعرية بالتجديد وقد ورد في مقدمة ديوانه: (المساء الأخير) 1950 قوله «ان هذا الضرب من الشعر (الشعر الجديد) ليس مرسلا ولا مطلقا من جميع القيود، ولكنه يلتزم شيئا وينطلق عن اشياء.. ولعل من حق الفن ان اذكر ان هذا الضرب ليس مبتكرا، فان جذوره ممتدة في الشعر الأندلسي...»
له اسهامات هامة في التجربة العروضية للقصيدة الحرة حيث يعد «أول من استخدم في قصيدته الحرة 1948-1950 بحراً مركباً. في حين جرب الشعراء بعده بعدة سنوات اخضاع القصيدة لبحر مركب». إلى ذلك يخلص أحد كبار النقاد الادبيين العراقيين إلى القول عن هذه التجربة العروضية أن شاذل طاقة هو «أول من وضع أساس النمط المزجي في العروض الذي أدى بعدئذ إلى» الايقاعية«في القصيدة الحديثة التي تطرح القصيدة بكل تفرعاتها كايقاع واحد». (أنظر: الدكتور مالك المُطلبي. (مدخل لدراسة التجربة العروضية في شعر شاذل طاقة)، مجلة (الأقلام)، بغداد، العدد (7)، السنة (2)، نيسان 1977، ص 70-71.
وعن دور الشعر والشاعر في الحياة، يقول شاذل طاقة في المقدمة ذاتها «لكني أحسب أن الشعر، في هذا العصر، لا يزال له خطره، وأن الشاعر، لا يزال كما كان منذ القدم نبيا بين الناس يرشدهم ويهديهم، ويقوّم ما أعوج من طباعهم وأذواقهم.. ويكفي الشعر هذا فلا حاجة به إلى أن يكون بوقا من أبواق الإصلاح الاجتماعي، يهدف مباشرة إلى خدمة البلاد، فأنه لن يكون حينذاك شعراً، ولن يحق لنا أن نعتبره فنا جميلاً.»
يشير الشاعر العراقي الكبير بدر شاكر السياب في رسالة بعثها إلى شاذل طاقة بتاريخ 13 تشرين الأول/أكتوبر 1963 إلى قصيدة (الدملماجة) التي كتبها طاقة عام 1959 حيث يعتبرها السياب «من أجود الشعر المعاصر».

## نماذج من قصائده

### وعاد الرجال
بغداد في 28 نيسان 1968
سألتُ شجيرة الكافور، : قلتُ:
لعلّها تدري..
بأنا ذات أمسيةٍ
زرعنا فوقها قمراً
صغيراً أسود العينين والشَعْرِ..
أشعلنا له شمعاً وكافورا..
وفدّيناه بالنذر..
فذاب الكحل مبهورا..
وأحرقنا أصابعنا.. ولم ندر !.
غريباً مرَّ، يا عيني، وما َسَّلْم !.
تقول شجيرة الكافور،
فانتظري مع الأحزان والأشواق عودته
ربيعاً آخراً..
يا ليتها تعَلْم..
بأنيّ حُكتُ من ضلعي وسادته
ومن نهديَّ.. والخدّين..
لو يعَلْم..
بأنيّ لن أراه مرةً أخرى..
فإني، يا شجيرته،
ربيعٌ واحدٌ عشناه..
ثم مضى.. مضى.. مَرّا..
حزيناً مَرَّ، يا عيني، وما سَلَّمْ..
خّلفني مع الأحزان والصبر..
ينوسُ بليلنا قمرٌ حزينٌ..
أسود العينينِ والشعرِ !
سُقيتِ.. شجيرةَ الكافور، : إن عادَ الرجال.. وكان بينهمو
حبيبي.. فانثري من فوقه الزهرا
وبُوسيه من الخدّين..
رُشّي فوقه العطرا..
وبوحي بالهوى عنيّ..
وقولي:
إنني ما زلتُ أهواه..
وأحلُم؛
إذ يزور ضفافنا القمر الصغير
مُكحّل الجفنِ..
ينام على الرمال..
يُغازل النهرا..
وقولي: إنني ما زلت أهواه
ومن حبات قلبي.. سوف أطعمه.. وأسقيه
دمي ودموع عيني.. آه يا عيني..
وبالكافور والشمع اللهيب، نذرتُ، أفديهِ
وأدعو الله يَنصره ويرعاهُ..
ويرجعهُ إلى حضني..
سُقيتِ.. شجيرةً الكافور،
لا تَنسَي.. وناديه
أيا ميمونة الغصنِ!
وراح رفاقه المضنون..
ينتحبون في صمت..
وزغردت البنادق مرة أخرّى تودعه..
وحوّم في المدينة طائر الموتِ..
فمالت غرسة الكافور خاشعة..
وطيَّ غصونها قمرٌ يشيّعه..
وطُفِّئتِ السماء.. وغابت الأصوات..
وضاعت آخر النجمات..
ومن أقصَى المدينة جاء الفجر محتدماً
يؤذِّن في الشوارع غاضب الجرسِ
ويغسل مَدْرج الشمس!
لقد بدأ شاذل طاقة بكتابة هذه القصيدة أثناء مهرجان الشعر العربي الثامن في القاهرة، وأكملها في بغداد. أرسلت القصيدة إلى مهرجان الشعر العالمي في يوغسلافيا الذي دُعي إليه الشاعر في أيلول 1968، ولكنه لم يتمكن من حضوره بسبب مسؤولياته. كانت القصيدة مسجلة بصوت الشاعر في مكتبة إذاعة بغداد لحين احتلال العراق عام 2003، ولا يعرف مصيرها بعد ذلك التاريخ.

### وتقولين: أحبك!
وتقولينَ:
أحبُّكْ..
وتمرّين.. كما مرّت غمامَهُ..
دون غيثٍ..
دون وعدٍ..
دونما حتى ابتسامَهْ..
وتقولينَ
أحبُّكْ..
لا تقوليها..
دعي الصمتَ يَقُلْها..
والعَرامة..
في عناق الراحتينْ..
والظما في الشفتينْ !..
لا تقولي لي.. أحبُّكْ..
ودعي الليل.. وعينيكِ..وأشواق الأصابعْ
تتحدثْ.. وتَقُلْها.. المضاجعْ
تغِسلُ النارَ التي في الوجنتينْ!..
لا تقولي لي..
أحبُّكْ !..
موسكو، 22 تشرين الأول 1969
كتب شاذل طاقة هذه القصيدة أثناء عمله سفيرا في الاتحاد السوفيتي وأرسلها إلى شاب من أقاربه في بغداد عارضا عليه بظرافة أن ينسبها لنفسه كونها تتلاءم في موضوعها مع حيوية شبابه وصبواته.

### الدم والزيتون
سلاما.. أختّ يافا حدّثينا،
وعن يافا الحزينة خبّرينا..
لقد كانت لنا أرض.. وكان وكانْ
لبيّاراتُنا قُداحُها الأرجُ..
وقريتُنا تضمّ الاقحوان ضحىً.. وتختلجُ !.
وحلَّ بأرضنا الطاعون والطوفانْ
وحوّم فوق قريتنا غرابٌ أعورٌ فَلِجُ !
وكانَ.. وكانْ
وذبَّحَ أخوتي قرصانْ..
ولم يدفنهمو أحدٌ..
ولا خِيطتْ لهم أكفانْ
ولم يحزن لهم أحَدُ !.
....
وقالوا.. ما يزال بغرستي قُداحُها الأَرجُ
وأرواحُ الأحبة من ضحايانا.. تحِف بها وتختلجُ !
...
وفي صحرائنا الطوفانْ..
يسيل بنا فنَرتعدُ،
ونبتعدُ !.
وتومضُ من بعيدٍ واحة الغفرانْ!
ذكرتُهمو.. وقد قطعوا يديها
وقصّوا ثديَها وجديلتيها !.
هو الحُلمُ..
أم الأحزانُ تزدحمُ..
فتختلط المشاهد.. أم هم التترُ..
أتوا مع بعد أحقابِ..
أمِ التاريخ يُختَصرُ !.
...
يدا أمي مصلّبتانِ بين الكرم والتينِ،
على زيتونةٍ حمراءَ في الغابِ !
واسمعُ صوتَ طارقةٍ على بابي..
تدقُ.. وصوت أمي من وراء القبر يأتيني !
ومن أعماقِ سينينِ..
تصاعدَ صوتُ أصحابي،
تَهَّدج إذ يناديني..
وحبات الرمال تئِزُّ.. تضطرمُ !
....
ألا لبّيك يا أمي،
ويا أهلي وأحبابي..
نداءُ الأرض يدعوني..
وقد لبّيتها.. واتيتُ انتقمُ !.
وأثأرُ للملايينِ !.
ذكرتهمو.. وقد حملوا الشهيدا..
وراحوا يعبرون به الحدودا !.
ورحتُ أطير في الآفاقْ
أطوفُ في السماواتِ..
وكنتُ قُبيل ساعاتِ،
أقاتلُهم.. فينبجسُ الدم الدفّاقْ..
وتشربُه الرمال.. فيهدأ النبضُ..
وتزدحم الرؤى.. وتضمّني الأرضُ..
أحسُ بصدرها الدافئ يهدهدني..
أحسُ بها تعانقني..
فأغفو.. ثم أصحو بعد لحْظاتِ !
....
ورحتُ أطير في الآفاقْ
أطوف في السماواتِ..
أُطلُّ على ذرىً.. وأزور واحاتِ..
فألمح غرسة الزيتون تنتظرُ..
وأسمع نخلةً عذراءَ تعتذرُ..
وأشهدها محَّملةً.. أرى الأعذاقْ
تميسُ مع الرياح.. فيهطل المطرُ !.
رأيتهمو.. وقد حملوا الشهيدا..
وراحوا يعبرون به الحدودا..
وقد ربيتُهم.. فتعهّدوني..
وكنت أحبُّهم.. فتعشِّقوني !.
أُحسُّ بهم على صدري
مع الأنداء والفجر
فيغمرني الحنان وانتشي بِهمُو..
وأهدأ كلما خطرت لهم قدمُ
على جسدي.. وأبتسم !.
....
وعربدت الرياح.. فأنّتِ الأشجار ترتعبُ..
ومزَّقَ وجهيَ الأغرابُ.. فالاعشابُ تنتحبُ !.
وقلت لعلّه الطوفان.. قد أزِفا..
ورحتُ أضمِّد الجرح الذي نزفا
واستسقي من الأعماق بلسمها وأرتقبُ..
وجاءوا مثل وقع الطلّ في الصبحِ
يمّسدُ خطوهم جُرحي
ويحتضنون أعراقي فابتسمُ..
وأدرك أنهم جاءوا لينتقموا..
وأعرف أنني ما زلت أُمّهمو..
وقد ربّيتُهم.. فتعهّدوني..
وكنت أحبُّهم.. فتعشِّقوني !.
سلاماً.. ارضَ يافا.. هدّنا السَفَرُ
سلاماً يا أهالينا..
سلاماً.. يا بيوت الحي.. حيّاك المحبونا..
حزيناتٌ ليالينا..
وليس بأفقنا نجمٌ ولا قمرُ..
ومجدبةٌ مراعينا..
وبيّاراتنا صفراء تنتحرُ ..
مقَطّعَةٌ أيادينا..
وفوق قلوبنا صَخَرُ !.
ممرَّغةٌ نواصينا..
فلا فخرٌ.. ولا عزٌ.. ولا زهوٌ.. و.. ولا كِبَرُ !
مسممة سواقينا..
وماءُ عيوننا كدِرُ..
كأنَّ عذابنا قدرُ !
...
ولكنّا سننتصرُ..
سننتصرُ..
لان ارادةً فينا
قضت: أنَّا سننتصرُ !.
لأنَّا، وحدنا، القدر
وقالوا: إنَّه قدرٌ.. وهانوا..
فلا عاش الذليلُ.. ولا الجبانُ !
بغداد تشرين الثاني/ نوفمبر 1967

## وفاته
توفي في العاصمة المغربية أثناء حضوره اجتماع وزراء الخارجية العرب في الرباط بتاريخ 20 أكتوبر 1974م،
وقيل أنه توفي مسموما حيث دس له السم بالطعام[بحاجة لمصدر]